# Nicolás Richotti
Nicolás Richotti  (Bahía Blanca, 17 de octubre de 1986) es un exjugador argentino de básquetbol. Jugó profesionalmente en Argentina, Italia, España e Islandia. También integró la selección nacional de su país entre 2012 y 2015.

## Carrera
Realizó inferiores en el Club Náutico de Rada Tilly, ya que su padre, el entrenador Marcelo Richotti, se encontraba en trabajando Gimnasia y Esgrima de Comodoro Rivadavia. Estuvo un año en Gimnasia y luego pasó al Hindú Club de Resistencia, que disputaba el Torneo Nacional de Ascenso, segunda categoría de Argentina. Tras esta experiencia, jugó durante tres meses en la Liga Patagónica con Náutico.
Su llegada a Europa fue al baloncesto italiano, jugando en el Bari (2005-06), Agropoli (2006-07) y Rovigo (2007-08). A España llega de la mano del Club Baloncesto San Isidro (2008-09) de La Orotava que militaba en Liga EBA. 
Tras llamar la atención en el equipo orotavense,promediando 18 puntos, 5 rebotes y 4 asistencias en los poco más de 32 minutos,para una valoración media de 16,7 créditos de nota por encuentro, es fichado por Real Madrid B  (LEB Plata, 2009-10). 
Después de la experiencia en el filial blanco, vuelve a Tenerife, esta vez al Canarias, aprovechando la baja por lesión de Jaime Heras.
Tras unas semanas de prueba, el 21 de septiembre de 2010 se oficializa su fichaje por Club Baloncesto Canarias de la liga LEB ORO.
En su segunda temporada con el equipo isleño,gana la Copa del Príncipe de Asturias de Baloncesto y asciende a la Liga Endesa.
Tras un comienzo dudoso del equipo en la Liga, el escolta argentino fue afianzándose como uno de los pilares de Iberostar Canarias. En esta temporada Richotti, logró convertirse en unos de los jugadores referencia de la Liga,ayudando a su club a lograr el objetivo de la permanencia en la ACB (10º). Esta temporada,es nombrado Jugador más valioso de la jornada 30 de Liga ACB.
En 2017,conquista con Iberostar Tenerife, la Basketball Champions League y la Copa Intercontinental. Ambos títulos son levantados por Richotti como capitán.
En junio de 2019, deja de ser miembro del CB Canarias, después de 9 años en el equipo, del que era capitán. Su dorsal será retirado, y ningún jugador lo volverá a lucir.
Más tarde, firmaría como jugador del Baloncesto Fuenlabrada de Liga Endesa, en el que acabarñia la temporada 2019-20.
En verano de 2020, firma por el Palencia Baloncesto de la Liga LEB Oro.
El 15 de agosto de 2021, firma por el Njarðvík de la Úrvalsdeild karla .
El 26 de agosto de 2022, Richotti reforzaría al Lenovo Tenerife durante la pretemporada. Luego de ello retornó a Islandia para jugar su última temporada como profesional en el Njarðvík.

## Selección nacional
En 2012, debuta con la Selección de básquetbol de Argentina durante una gira realizada por la CABB en Angola.
El 1 de mayo de 2013, Argentina es invitada a jugar la Copa continental Stankovic en China, torneo semioficial en la cual Argentina sale campeón en ese mismo año. Para esa convocatoria Julio Lamas, quien en ese entonces era el entrenador de la Selección argentina, convoca a algunos jugadores de la LNB y otros jugadores que estaban jugando en el exterior, entre ellos, Nicolás. Luego de viajar a China, Nicolás y jugadores como Diego García, Selem Safar y Federico Van Lacke son convocados a la preselección para el torneo Campeonato FIBA Américas de 2013 que se realizaría en Caracas, competición en la finalmente Richotti queda fuera de la lista.
En 2014 fue convocado para participar en el Campeonato Sudamericano de Baloncesto de 2014, disputado en La Asunción, Venezuela, donde el seleccionado quedó en el segundo puesto.
En 2015, participó de los Juegos Panamericanos realizados en Toronto, Canadá y fue parte del equipo que compitió en el Campeonato FIBA Américas disputado en Ciudad de México, obteniendo la clasificación a los Juegos Olímpicos de 2016 y el segundo puesto en este torneo.

## Palmarés

### Clubes
- Iberostar Tenerife
  - Campeón de la Copa del Príncipe de Asturias 2011/12.
  - Campeón de la Liga LEB Oro: 2011-12.
  - Campeón de la Liga de Campeones de Baloncesto 2017.
  - Campeón de la Copa Intercontinental 2017

### Selección argentina
- Campeón de la Copa Stankovic 2013.
- Campeonato Sudamericano 2014
- Campeonato FIBA Américas 2015

### Consideraciones personales
- Jugador Más Valioso Jornada 30 - Liga ACB 2012-13.[5]
- Premio Gigante al Jugador más Espectacular 2014.[6]